# Mekarjaya (Kabandungan)
Mekarjaya is een bestuurslaag in het regentschap Sukabumi van de provincie West-Java, Indonesië. Mekarjaya telt 3195 inwoners (volkstelling 2010).